# Kanton Antibes-2
Antibes-2 is een kanton van het Franse departement Alpes-Maritimes. Het kanton maakt deel uit van de arrondissementen Arrondissement en Arrondissement  

Het telt 30.169 inwoners in 2018.

Het kanton werd gevormd ingevolge het decreet van 24 februari 2014 met uitwerking op 22 maart 2015.

## Gemeenten
Het kanton omvat volgende  gemeente:
- Antibes (hoofdplaats)  (zuidelijk deel)